# خون ورزشی
«خون ورزشی» (انگلیسی: Sporting Blood) فیلمی آمریکایی در سبک درام به کارگردانی چارلز برابین است که در سال ۱۹۳۱ منتشر شد.

## بازیگران
- کلارک گیبل
- ارنست تورنس
- مج اوانز
- یوجین جکسون
- جی. فارل مک‌دانلد
- ماری پره‌وو
- ریچارد کریمر